# 人民博物馆

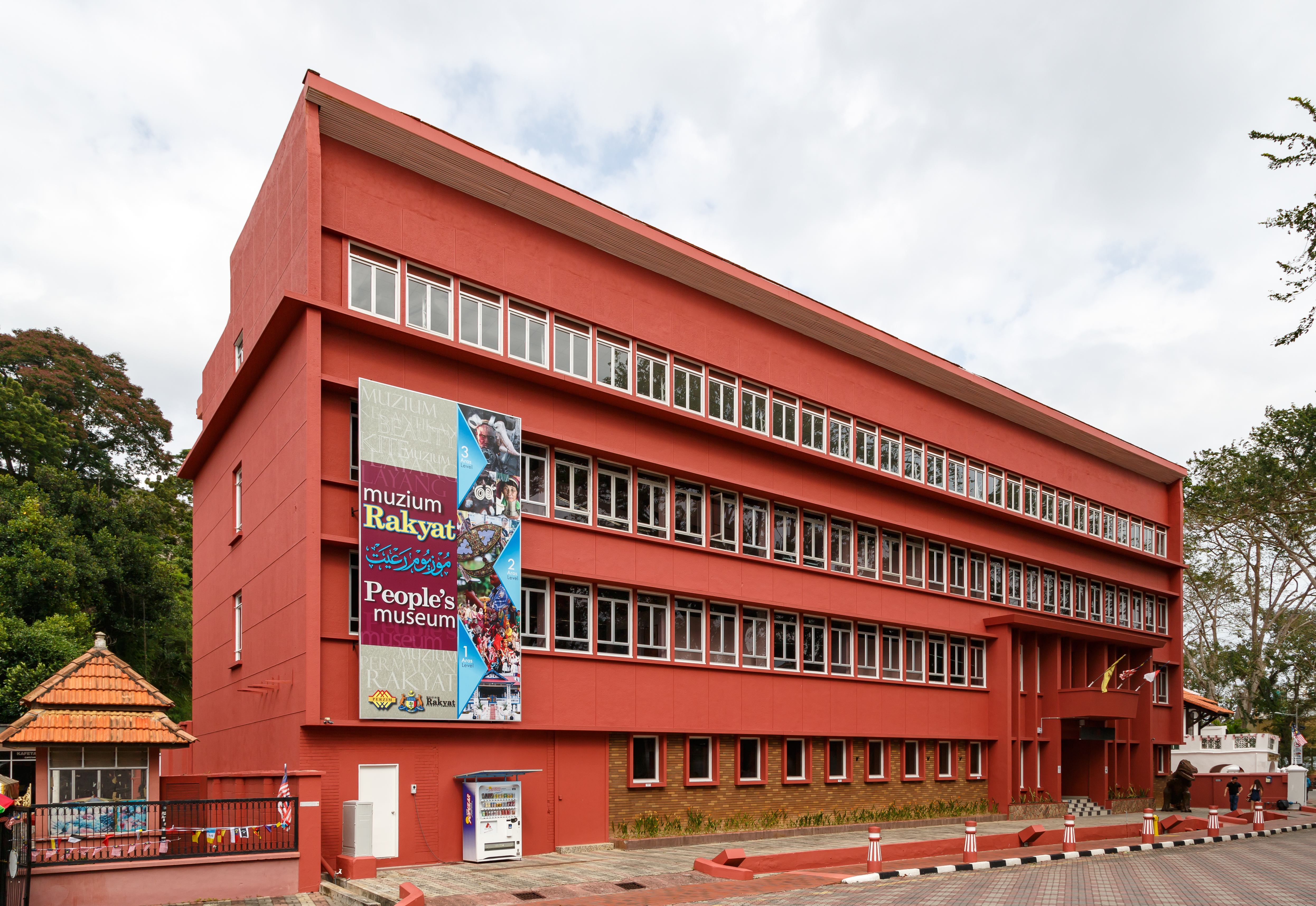
人民博物馆

人民博物馆（英語：People's Museum）是位于马来西亚马六甲州马六甲市的博物馆，记录了马六甲的经济和社会发展从称为“困山谷”的时期直至马六甲的繁荣时期。该馆于1992年4月15日由时任首相马哈迪·莫哈末正式主持开幕。此外，人民博物馆还介绍了马六甲其他方面的发展，如旅游、工业、教育等等。